# Чистяков, Павел Егорович
Павел Егорович Чистяков (1790—1851) — русский контр-адмирал. Брат адмирала П. Е. Чистякова.

## Биография
Родился 23 мая (3 июня) 1790 года в селе Коледино Зубцовского уезда Тверской губернии. 
С 25 марта 1799 года воспитывался в Морском кадетском корпусе. В 1804 году, будучи ещё кадетом, он был отправлен на фрегате «Венус» в Средиземное море, где 22 декабря произведён в гардемарины. В 1806 году служил на шебеке «Забияка» в Адриатическом море. В 1807 году участвовал при взятии острова Тенедос и в сражениях с турецким флотом при Дарданеллах и у Афонской горы. После того Чистяков ходил с флотом до Лиссабона, откуда на фрегате «Венус» возвратился в Средиземное море в Палермо; 12 января 1807 года произведён в чин мичмана.
После заключения Тильзитского мира находящийся в Палермо фрегат был блокирован британской эскадрой, однако 29 декабря 1807 года был сдан сицилийскому правительству и его флаг спущен в виду неприятеля с военными почестями. До апреля 1808 года вместе с другими членами команды фрегата жил в казарме, а затем был отправлен на купеческих судах в Триест. В Триесте поступил на трофейный корабль «Седель-Бахр» и на следующий год вернулся по суше в Кронштадт; 11 января 1810 года был произведён в чин лейтенанта.
В 1812—1819 годах находился в плавании на разных судах в русских и иностранных водах. 
В 1819—1827 годах состоял смотрителем воспитанников при Штурманском училище и оставался в этой должности до преобразования училища в Первый штурманский полуэкипаж (в 1827).  В кампанию 1823 года командовал голетом № 4 на кронштадтском рейде; 22 марта 1823 года произведён в чин капитан-лейтенанта. В этом же году был награждён орденом Св. Владимира 4-й степени. 
В кампанию 1825 года командовал брандвахтенным фрегатом «Быстрый» на кронштадтском рейде; 16 сентября 1827 года удостоился Высочайшей аудиенции и был награждён бриллиантовым перстнем за изобретённый им подвижной телеграф для армии.
В 1829—1831 годах командовал 44-пушечным фрегатом «Елизавета», на котором ходил в Балтийском море, потом ходил в Средиземное море и прибыл из Поро в Наполи-ди-Романи, для сдачи привезённого из России груза греческому правительству. На обратном переходе в Поро фрегат выдержал жестокий шторм, от которого потерял все три стеньги. Поставив на фрегате нижние паруса, Чистяков пришёл в Эгину, где английский адмирал Малькольм выразил ему своё восхищение, сказав «со всяким может случиться подобное несчастие в море, но не всякий так деятельно управится со своим фрегатом и не потеряет при этом ни одного человека».
1 января 1830 года произведён в чин капитана 2-го ранга. В 1832 году командовал отрядом гребной флотилии из четырёх канонерских лодок, пяти иол, яхты и бота около Кронштадта. «За беспорочную выслугу» был награждён 21 декабря 1832 года орденом Св. Георгия 4-й степени. В 1832—1837 годах Павел Егорович командовал 7-м флотским экипажем и 74-пушечным кораблем «Смоленск», с которым был в практических крейсерствах и плаваниях; 22 апреля 1834 года был произведён в чин капитана 1-го ранга.
6 декабря 1839 года П. Е. Чистяков был произведён в чин контр-адмирала и назначен командиром 2-й бригады 3-й флотской дивизии. В 1840—1841 годах он состоял членом особого комитета для усиления обороны портов; 6 декабря 1842 года награждён орденом Св. Владимира 3-й степени. 
С 7 апреля 1846 года состоял членом общего присутствия морского интендантства.
Умер в Санкт-Петербурге 1 (13) июля 1851 года. Похоронен в Большом Кузьмине близ Царского Села.